# 钓鱼城街道
钓鱼城街道，是中华人民共和国重庆市合川区下辖的一个乡镇级行政单位。

## 行政区划
钓鱼城街道下辖以下地区：
北门社区、太平门社区、钓鱼城社区、佛耳村、鱼城村、思居村、大阳村、虎头村、黑岩村、渠口村和金马村。

## 沿革
- 1993年12月20日，調整鄉鎮建制，原東渡鄉、東津沱街道的甘家壩居委會合併置钓鱼城街道
- 2001年6月5日，將原高石坎街道所轄15個村委會，9個居委會，面積38.51平方公里，36346人（其中非農業人口13715），劃歸釣魚城街道管轄，釣魚城街道共轄23個村委會，12個居委會，總面積60.17平方公里，總人口51810人，其中非農業人口15442人。釣魚城街道辦事處駐東渡口。
- 2009年6月4日，調整釣魚城街道建制村，將建制村由10個調整為8個。其中：保留佛耳村、黑岩村、虎頭村、思居村、大陽村，撤銷小塔村、金廟村、馬道村，原小塔村整體併入渠口村，將渠口村第1村民小組劃入魚城村，原金廟村、馬道村合併後設立金馬村。
- 2011年12月5日，調整合川區合陽城與釣魚城街道部分行政區域界線，以城市街道中心線為界，調整合陽城街道與釣魚城街道在城區的行政區域界線。即從涪江一橋北橋頭―柏樹街―蘇家街―塔耳門轉盤―交通街―三角花園―國道212線―合川客運中心―北環路―合陽城街道與釣魚城街道農村界止的中心線為界，將合陽城街道的別凡溪社區第4、第5、第6、第7居民小組（涪江一橋北橋頭以東）、鼓樓街社區全部、久長路社區全部、蘇家街社區全部、交通街社區全部、營盤街社區第4和第5居民小組（柏樹街以東）、濮湖社區第9和第10居民小組（北環路以南、國道212線以東）劃入釣魚城街道。調整後，釣魚城街道幅員面積64.21平方公里，轄7個村委會、8個社區居委會。駐地不變。